# Nunzio Engwanda
Nunzio Engwanda-Ongena (1 december 2007) is een Belgisch voetballer die onder contract ligt bij RSC Anderlecht. De verdediger genoot zijn jeugdopleiding bij de RSCA Academy.

## Clubcarrière
Engwanda sloot zich op zesjarige leeftijd aan bij de jeugdacademie van RSC Anderlecht te Neerpede. In 2023 maakte hij de sprong van de U16 naar de RSCA Futures. Op 11 augustus 2023 maakte hij zijn officiële debuut bij die ploeg in Eerste klasse B: op de openingsspeeldag van het seizoen 2023/24 liet trainer Marink Reedijk hem invallen tegen Beerschot VA. Met een leeftijd van 15 jaar, 8 maanden en 11 dagen was Engwanda de jongste debutant ooit in het Belgisch profvoetbal. Minder dan een week later kondigde Anderlecht aan dat Engwanda een profcontract tot medio 2026 had ondertekend bij de club. In juni 2024 werd dat verlengd tot medio 2027.
Op 28 november 2024 maakte Engwanda zijn debuut bij de eerste ploeg van Anderlecht. Hoofdtrainer David Hubert liet de verdediger invallen in de laatste minuten van de Europa League-wedstrijd tegen FC Porto, die op een 2-2 gelijkspel eindigde. Op 27 december maakte de verdediger zijn debuut in de Belgische hoogste afdeling. Hij zat in de basis in de met 2-3 verloren thuiswedstrijd tegen FC Dender.

## Clubstatistieken
| Seizoen         | Club            | Land            | Competitie      | Competitie | Competitie | Beker | Beker | Supercup | Supercup | Europees | Europees | Totaal | Totaal |
| Seizoen         | Club            | Land            | Competitie      | Wed.       | Dlp.       | Wed.  | Dlp.  | Wed.     | Dlp.     | Wed.     | Dlp.     | Wed.   | Dlp.   |
| --------------- | --------------- | --------------- | --------------- | ---------- | ---------- | ----- | ----- | -------- | -------- | -------- | -------- | ------ | ------ |
| 2023/24         | RSCA Futures    | Vlag van België | Eerste klasse B | 22         | 0          | —     | —     | —        | —        | —        | —        | 22     | 0      |
| 2024/25         | RSCA Futures    | Vlag van België | Eerste klasse B | 11         | 0          | —     | —     | —        | —        | —        | —        | 11     | 0      |
| 2024/25         | RSC Anderlecht  | Vlag van België | Eerste klasse A | 1          | 0          | 0     | 0     | —        | —        | 1        | 0        | 2      | 0      |
| Carrière totaal | Carrière totaal | Carrière totaal | Carrière totaal | 34         | 0          | 0     | 0     | 0        | 0        | 1        | 0        | 35     | 0      |

Bijgewerkt op 27 december 2024.

## Privé
- Engwanda is de jongere broer van Alonzo Engwanda, die in het seizoen 2022/23 al zijn officiële debuut maakte bij de RSCA Futures en in 2023 de aanvoerdersband overnam van Théo Leoni.[6]